# Denens
Denens är en ort och kommun i distriktet Morges i kantonen Vaud, Schweiz. Kommunen har 743 invånare (2023).